# Flualprazolam
Flualprazolam ist eine chemische Verbindung aus der Gruppe der Benzodiazepine, welches in den 1970er Jahren von der Upjohn Company (gehört heute zu Pfizer) entwickelt, aber niemals kommerziell vermarktet wurde. Es wird jedoch seit ca. 2018 als Designerdroge bzw. Legal-High über das Internet angeboten. Seit Januar 2021 wird es im BtMG aufgeführt.
Man kann Flualprazolam als das 2'-Fluor-Derivat des Alprazolam sehen, oder als das Fluor- statt des Chlor-Analogons vom Triazolam. Es hat ähnlich wie dieses eine stark ausgeprägte hypnotische, sedative und anxiolytische Wirkung. Die geschätzte Äquivalenzdosis zu 10 mg Diazepam ist 0,25–0,5 mg.